# Glaubensstimme für Gemeinde und Haus

Glaubenstimme für Gemeinde und Haus (Goldschnittausgabe 1963)

Glaubensstimme für Gemeinde und Haus ist der Titel eines Kirchengesangbuchs, das in den Evangelisch-Freikirchlichen Gemeinden in Deutschland (und hier insbesondere in solchen baptistischer Prägung) von 1951 bis 1978 Verwendung fand. Es löste die 1937 erschienene Glaubensstimme für die Gemeinden des Herrn ab. Nachfolgegesangbuch waren die 1978 herausgegebenen Gemeindelieder, die sowohl den Baptisten- als auch den Freien evangelischen Gemeinden als gottesdienstliches Liederbuch dienten. Bereits 1951 veröffentlichte der Verlag Otto Ekelmann (Ost-Berlin) einen Nachdruck für die Evangelisch-Freikirchlichen Gemeinden in der DDR.  Die 1956 erschienene Ausgabe der Glaubensstimme wurde auch in Blindenschrift herausgegeben.

## Umfang
Die Glaubensstimme erschien als Noten- und als reine Textausgabe in unterschiedlichen Aufmachungen. Das Gesangbuch enthält 500 thematisch geordnete Kirchengesänge. Sowohl die Noten- als auch die Textausgabe verfügen über ein alphabetisches Inhaltsverzeichnis. Der Notenausgabe des Gesangbuches sind verschiedene Anhänge beigegeben. Dazu gehört ein Verzeichnis der Liederdichter sowie ein Verzeichnis der Komponisten. Die hier genannten Namen sind jeweils mit kurzen biographischen Angaben und entsprechenden Liedhinweisen versehen. Ein Verzeichnis der Parallelmelodien findet sich ebenfalls im Anhang. In den späten 1960er Jahren wurde für die liturgische Ausgestaltung der Gottesdienste unter dem Titel Worte der Heiligen Schrift ein Heft mit alt- und neutestamentlichen Wechsellesungen herausgegeben. Es entsprach von seiner Größe her dem Gesangbuchformat und konnte mittels eines Klebestreifens in die Glaubensstimme eingebunden werden.

## Gliederung
Die Lieder der Glaubensstimme sind in sieben Hauptabschnitte und zahlreiche Unterabschnitte unterteilt. Die Abschnittsüberschriften nennen die geistlichen Lebensäußerungen der Gemeinde, denen das Liedgut thematisch zugeordnet wird.
Der erste Hauptabschnitt Die betende Gemeinde wird durch die Kategorien Anbetung, Dank sowie Bitte und Gebet unterteilt. Ein weiterer Hauptabschnitt steht unter der Überschrift Die verkündende Gemeinde. Hier finden sich die Unterteilungen Der Heiland und Die Heilstatsachen (nach dem Kirchenjahr gegliedert). Die erlebende Gemeinde ist Titel des dritten Hauptabschnitts. Unterpunkte sind hier Heilsverlangen und Buße, Glaube und Rechtfertigung, Wiedergeburt und Kindschaft, Erwählung und Gewissheit sowie Hingabe und Heiligung.  Das Kapitel Die kämpfende Gemeinde weist folgende Unterteilungen auf: Kampf und Sieg, Zuversicht und Vertrauen, Demut und Treue, Hoffnung und Geduld sowie Wachsamkeit und Selbstprüfung.
Der Abschnitt Die feiernde Gemeinde gliedert sich in Gottesdienst, Schlussgesänge, Wort Gottes, Tag des Herrn, Gemeinde Christi, Taufe, Abendmahl und Gemeinschaft. Unter Die pilgernde Gemeinde werden folgende Unterabschnitte aufgelistet: Pilgerstand, Tageszeiten, Jahreslauf, Familie, Tod und Begräbnis, Die Wiederkunft Christi und die Vollendung der Erlösten. Den Abschluss bildet der Hauptabschnitt Die missionierende Gemeinde. Missionslieder und die aus der Erweckungsbewegung stammenden Heilslieder bilden hier die Unterabschnitte.